# Bjarne Goldbæk
Bjarne Goldbæk (Kopenhagen, 6 oktober 1968) is een oud-voetballer uit Denemarken. Vaak speelde hij op de positie van aanvallende middenvelder. Zijn actieve professionele carrière, die hij in 1987 was begonnen, besloot hij in 2005, met de Duitse club Rot-Weiss Essen als laatste club. Tegenwoordig is hij commentator bij de Deense televisiezender Kanal 5. Daarnaast werd hij gepersifleerd in het Deense televisieprogramma Casper & Mandrilaftalen.

## Begin van carrière
Bjarne Goldbæk speelde in de jeugdopleiding van de Deense club B 1901. Tegenwoordig bestaat de club uit Nykøbing niet meer als zelfstandig, maar is het gefuseerd met B 1921 tot Nykøbing Falster Alliancen, wat heden ten dage onder naam Lolland-Falster Alliancen voetbalt. Tot 1987 voetbalde Goldbæk bij B 1901 in de jeugdteams. Dat jaar vertrok hij namelijk naar Næstved IF, wat toen op het hoogste niveau van Denemarken uit kwam. Lang zou Goldbæk echter niet voor Næstved spelen. Datzelfde jaar werd hij namelijk nog in de zomerstop, voor aanvang van het seizoen 1987/1988, overgenomen door een Duitse club. Voor Næstved speelde Bjarne Goldbæk zeventien wedstrijden, waarin hij vier keer het net wist te vinden.

## Schalke 04
In 1987 werd Bjarne Goldbæk door trainer Horst Franz, samen met onder andere Rüdiger Abramczik, aangetrokken als een van de nieuwe aanwinsten van Schalke 04, de roemruchte Duitse club uit Gelsenkirchen. Hij maakte een goede indruk bij Schalke en mocht daarom al op 18 november 1987 zijn debuut maken voor het nationale team van Denemarken. Deze wedstrijd werd gespeeld in Aarhus tegen West-Duitsland, maar werd verloren met 0-1. Het enige doelpunt van de wedstrijd werd gescoord in de 52ste minuut door Wolfram Wuttke. Goldbæk kwam er in deze wedstrijd als wissel in 71ste minuut op het veld, als vervanger van Per Steffensen. Diezelfde minuut kwam ook een andere debutant binnen de lijnen, namelijk Brian Laudrup. Ondanks het goede spel van Bjarne Goldbæk wist Schalke 04 zich niet te handhaven in de Bundesliga in het seizoen 1987/1988. De club eindigde op een teleurstellende achttiende en laatste plaats en degradeerde daardoor naar de Tweede Bundesliga. Desondanks besloot Goldbæk bij de club te blijven. Toen echter in het seizoen 1988/1989 geen terugkeer naar de Bundesliga afgedwongen werd door slechts een twaalfde positie in de Tweede Bundesliga, hield Goldbæk het voor gezien, halverwege zijn derde seizoen bij Schalke 04, en accepteerde een aanbieding van een andere Duitse club. Voor Schalke speelde hij in totaal 74 wedstrijden. Daarin scoorde hij acht maal.

## 1. FC Kaiserslautern
In december van het jaar 1989 vertrok Bjarne Goldbæk van Schalke 04 uit Gelsenkirchen naar 1. FC Kaiserslautern, waar hij aangetrokken werd door Gerd Roggensack. Zijn tijd bij deze club zou de meest succesvolle van zijn clubcarrière blijken te zijn. In 1990 won hij met Kaiserslautern de DFB-Pokal, door in de finale Werder Bremen met 3-2 te verslaan. Dat seizoen, 1989/1990, eindigde Kaiserslautern als dertiende in de Bundesliga. Het seizoen erop werd echter een van de meest succesvolle voor de club. Het won namelijk de Bundesliga, door drie punten te behouden op de Duitse topclub bij uitstek Bayern München. Dit was de grootste prijs die Bjarne Goldbæk in zijn carrière zou weten te winnen. Ook keerde hij voor het eerst sinds zijn debuut in 1987 terug binnen de lijnen voor het nationale elftal van Denemarken in een wedstrijd tegen Bulgarije. Ondanks dat Goldbæk met de club de jaren daarna wel nog in het linkerrijtje wist te belanden, werd niet zo'n groot succes meer behaald. Ook raakte hij naarmate de jaren verstreken uit vorm en werd daardoor voor aanvang van het seizoen 1993/1994 verkocht aan een club uit de Tweede Bundesliga. Bjarne Goldbæk speelde voor Kaiserslautern tachtig wedstrijden, waarin hij elf keer doel trof.

## Tennis Borussia Berlin en 1.FC Köln
Als een van de grootste aanwinsten werd Bjarne Goldbæk gepresenteerd in het seizoen 1993/1994 bij Tennis Borussia Berlin, een club uit Berlijn die net gepromoveerd was naar de Tweede Bundesliga. Desondanks verging het de club dramatisch dat seizoen. Het werd negentiende en degradeerde daardoor direct weer. De enige club die onder Tennis Borussia Berlin eindigde was Rot-Weiss Essen, omdat die geen licentie voor dat seizoen had gekregen en daardoor geen wedstrijden mocht spelen. Mede hierdoor verloor Goldbæk voor de tweede keer zijn plek in de nationale selectie van Denemarken. Gelukkig voor hem hoefde hij niet mee te degraderen doordat Bundesligaclub 1.FC Köln hem een contract had aangeboden. Voor TeBe Berlin kwam Goldbæk 24 keer op het veld en scoorde vijf keer.
Bij 1.FC Köln maakte Bjarne Goldbæk twee onbewogen seizoenen mee. Van 1994 tot en met 1996 eindigde de club twee keer in de middenmoot van de Bundesliga. Zijn aandeel hierin waren dertig wedstrijden en twee doelpunten. Hij was echter geen vaste kracht en besloot daarom aan het einde van het seizoen 1995/1996 terug te keren naar zijn thuisland Denemarken om daar te gaan voetballen bij een van de topclubs.

## FC Kopenhagen
Als snel na het aantrekken van hem groeide Bjarne Goldbæk uit tot een van de vaste waardes van FC Kopenhagen, een van de grootste Deense clubs. Hij kwam er samen te spelen met onder andere de Fin Antti Niemi en zijn landgenoot Peter Nielsen. Ondanks dat hij met de club geen kampioen van Denemarken wist te worden, hij eindigde achtste en derde met Kopenhagen, behaalde hij er toch zijn derde en laatste prijs op het hoogste niveau. In 1997 wist hij namelijk met Kopenhagen in de finale van de Beker van Denemarken Ikast FS met 2-0 te verslaan. Daarnaast werd hij het jaar daarop verliezend finalist in diezelfde competitie door in de finale van rivaal Brøndby IF te verliezen. Ook in de Europacup II wist Bjarne Goldbæk in het seizoen 1997/1998 indruk te maken. In allebei de wedstrijden tegen Chelsea FC wist hij een doelpunt te maken. Uiteindelijk bleek dit niet genoeg te zijn van Chelsea ging door en werd de uiteindelijke winnaar van het toernooi door VfB Stuttgart in de finale te verslaan. Toch had Goldbæk zijn visitekaartje afgegeven en verdiende hiermee een transfer naar de Premier League. Voor FC Kopenhagen speelde hij in totaal 74 competitiewedstrijden. Daarin scoorde hij zestien keer. Daarnaast werd hij er speler van het jaar van de club in 1998.

## Carrière in Engeland
Door zijn goede optreden tegen Chelsea verdiende Bjarne Goldbæk een transfer naar de Londense club in het seizoen 1998/1999. Als onderdeel van de transfer vertrok zijn landgenoot Brian Laudrup van Chelsea naar FC Kopenhagen. Chelsea stond toen onder leiding van speler-coach Gianluca Vialli. In eerste instantie maakte Goldbæk veel indruk bij Chelsea, maar hij stond niet in gunstig daglicht bij de trainer, die hem probeerde te verkopen aan zowel Birmingham City als Nottingham Forest. Beide transfers gingen echter niet door, waardoor Goldbæk voor Chelsea uit bleef komen. Met de club eindigde hij in het seizoen 1998/1999 als derde in de Premier League. Halverwege zijn tweede seizoen voor de club, in januari 2000, kwam hij nog maar weinig in actie en werd hij ook daadwerkelijk verkocht. Voor Chelsea scoorde Goldbæk vijf doelpunten in 29 wedstrijden.
Jean Tigana, destijds coach van Fulham FC, nam Goldbæk voor 650.000 pond over van Chelsea. Bij deze club groeide de Deen uit tot een van de belangrijkste spelers. Hij was mede verantwoordelijk voor de promotie van de club naar de Premier League in het seizoen 2000/2001. Doordat de club daardoor betere spelers, zoals keeper Edwin van der Sar en aanvallende middenvelder Steed Malbranque, aan kon trekken raakte de positie van Goldbæk bij de club verzwakt. Toch zou hij tot en met 2003 bij de club blijven. Dat jaar vertrok hij echter naar een Duitse Regionalligaclub. Voor Fulham speelde Goldbæk 85 keer. Zes keer wist hij daarin het net te vinden.

## Rot-Weiss Essen
In 2003 vertrok Bjarne Goldbæk naar de kleine Duitse club Rot-Weiss Essen, om daar zijn carrière af te bouwen. Hij werd er aanvoerder en wist er met de club te promoveren vanuit de Regionalliga naar de Tweede Bundesliga in 2004. Dat seizoen degradeerde de club echter ook weer rechtstreeks terug naar de Regionalliga. Hierdoor besloot Goldbæk zijn carrière te beëindigen. Voor Rot-Weiss Essen speelde hij 61 wedstrijden en scoorde hij negen keer.

## Interlandcarrière
Tijdens zijn periode bij Schalke 04 maakte Bjarne Goldbæk zijn debuut voor het nationale team van Denemarken. Dit was in 1987. Het zou echter tot 1991 duren, voordat hij weer de eer kreeg voor Denemarken uit te komen. Dit kwam onder meer door teleurstellende resultaten bij Schalke. Tot en met 1993 zou hij geregeld opgeroepen worden voor Denemarken. Desalniettemin werd hij niet geselecteerd voor het EK 1992, waaraan Denemarken mocht meedoen in plaats van in het in oorlog verkerende Joegoslavië. Tot ieders verrassing wist Denemarken dit toernooi te winnen, door onder andere het Nederlands Elftal in de halve finale na strafschoppen te verslaan. Nadat Goldbæk bij TeBe Berlin kwam te spelen, verloor hij nogmaals zijn plaats in de selectie van Denemarken. Die kreeg hij pas weer terug tijdens zijn goede spel bij FC Kopenhagen in 1996. Voor het eerst in drie jaar speelde hij weer een interland toen hij met 2-0 wist te winnen van Slovenië op 1 september 1996. In 1998 mocht hij dan voor het eerst mee naar een eindtoernooi, namelijk het WK 1998 in Frankrijk. Ook hoorde hij bij de selectie die afreisde naar Nederland en België om daar te gaan spelen tijdens EURO 2000. Tijdens dat toernooi speelde hij slechts één wedstrijd, tegen Tsjechisch voetbalelftal, die verloren werd met 2-0. Daardoor bleef Denemarken in de groepsfase steken. De volgende interland die Goldbæk zou spelen, was zijn 25-interlands jubileum. Deze wedstrijd was tegen de Faeröereilanden en werd met 0-2 gewonnen. Zijn laatste interland was wederom een wedstrijd tegen Slovenië in 2001. In totaal heeft Goldbæk 28 interlands gespeeld. Ondanks zijn positie van aanvallende middenvelder scoorde hij nooit tijdens zijn interlands.
| Interlands van Bjarne Goldbæk voor Denemarken | Interlands van Bjarne Goldbæk voor Denemarken | Interlands van Bjarne Goldbæk voor Denemarken | Interlands van Bjarne Goldbæk voor Denemarken | Interlands van Bjarne Goldbæk voor Denemarken | Interlands van Bjarne Goldbæk voor Denemarken |
| №                                             | Datum                                         | Wedstrijd                                     | Uitslag                                       | Competitie                                    | Goals                                         |
| Als speler van Schalke 04                     | Als speler van Schalke 04                     | Als speler van Schalke 04                     | Als speler van Schalke 04                     | Als speler van Schalke 04                     | Als speler van Schalke 04                     |
| --------------------------------------------- | --------------------------------------------- | --------------------------------------------- | --------------------------------------------- | --------------------------------------------- | --------------------------------------------- |
| 1                                             | 18.11.1987                                    | Denemarken – West-Duitsland                   | 0 – 1                                         | OS-kwalificatie                               | 0                                             |
| Als speler van 1. FC Kaiserslautern           |                                               |                                               |                                               |                                               |                                               |
| 2                                             | 09.04.1991                                    | Denemarken – Bulgarije                        | 1 – 1                                         | Vriendschappelijk                             | 0                                             |
| 3                                             | 01.05.1991                                    | Joegoslavië – Denemarken                      | 1 – 2                                         | EK-kwalificatie                               | 0                                             |
| 4                                             | 05.06.1991                                    | Denemarken – Oostenrijk                       | 2 – 1                                         | EK-kwalificatie                               | 0                                             |
| 5                                             | 18.11.1992                                    | Noord-Ierland – Denemarken                    | 0 – 1                                         | WK-kwalificatie                               | 0                                             |
| 6                                             | 24.02.1993                                    | Argentinië – Denemarken                       | 1 – 1                                         | Archemi Franchi                               | 0                                             |
| 7                                             | 14.04.1993                                    | Denemarken – Letland                          | 2 – 0                                         | WK-kwalificatie                               | 0                                             |
| 8                                             | 02.06.1993                                    | Denemarken – Albanië                          | 4 – 0                                         | WK-kwalificatie                               | 0                                             |
| Als speler van FC Kopenhagen                  |                                               |                                               |                                               |                                               |                                               |
| 9                                             | 01.09.1996                                    | Slovenië – Denemarken                         | 0 – 2                                         | WK-kwalificatie                               | 0                                             |
| 10                                            | 09.10.1996                                    | Denemarken – Griekenland                      | 2 – 1                                         | WK-kwalificatie                               | 0                                             |
| 11                                            | 25.03.1998                                    | Schotland – Denemarken                        | 0 – 1                                         | Vriendschappelijk                             | 0                                             |
| 12                                            | 19.08.1998                                    | Tsjechië – Denemarken                         | 1 – 0                                         | Vriendschappelijk                             | 0                                             |
| Als speler van Chelsea                        |                                               |                                               |                                               |                                               |                                               |
| 13                                            | 27.03.1999                                    | Denemarken – Italië                           | 1 – 2                                         | EK-kwalificatie                               | 0                                             |
| 14                                            | 28.04.1999                                    | Denemarken – Zuid-Afrika                      | 1 – 1                                         | Vriendschappelijk                             | 0                                             |
| 15                                            | 05.06.1999                                    | Denemarken – Wit-Rusland                      | 1 – 0                                         | EK-kwalificatie                               | 0                                             |
| 16                                            | 09.06.1999                                    | Wales – Denemarken                            | 0 – 2                                         | EK-kwalificatie                               | 0                                             |
| 17                                            | 18.08.1999                                    | Denemarken – Nederland                        | 0 – 0                                         | Vriendschappelijk                             | 0                                             |
| 18                                            | 04.09.1999                                    | Denemarken – Zwitserland                      | 2 – 1                                         | EK-kwalificatie                               | 0                                             |
| 19                                            | 08.09.1999                                    | Italië – Denemarken                           | 2 – 3                                         | EK-kwalificatie                               | 0                                             |
| 20                                            | 10.10.1999                                    | Denemarken – Iran                             | 0 – 0                                         | Vriendschappelijk                             | 0                                             |
| 21                                            | 13.11.1999                                    | Israël – Denemarken                           | 0 – 5                                         | EK-kwalificatie                               | 0                                             |
| Als speler van Fulham                         |                                               |                                               |                                               |                                               |                                               |
| 22                                            | 29.03.2000                                    | Portugal – Denemarken                         | 2 – 1                                         | Vriendschappelijk                             | 0                                             |
| 23                                            | 03.06.2000                                    | Denemarken – België                           | 2 – 2                                         | Vriendschappelijk                             | 0                                             |
| 24                                            | 21.06.2000                                    | Denemarken – Tsjechië                         | 0 – 2                                         | EK-eindronde                                  | 0                                             |
| 25                                            | 16.08.2000                                    | Faeröer – Denemarken                          | 0 – 2                                         | Vriendschappelijk                             | 0                                             |
| 26                                            | 02.09.2000                                    | IJsland – Denemarken                          | 1 – 2                                         | WK-kwalificatie                               | 0                                             |
| 27                                            | 24.03.2001                                    | Malta – Denemarken                            | 0 – 5                                         | WK-kwalificatie                               | 0                                             |
| 28                                            | 25.04.2001                                    | Denemarken – Slovenië                         | 3 – 0                                         | Vriendschappelijk                             | 0                                             |

## Erelijst
- DFB-Pokal: 1990 (1. FC Kaiserslautern)
- Bundesliga: 1991 (1. FC Kaiserslautern)
- Beker van Denemarken: 1997 (FC Kopenhagen)
- Vice-kampioen Beker van Denemarken: 1998 (FC Kopenhagen)
- FC Kopenhagen Speler van het Jaar: 1998
- The Football League: 2001 (Fulham)
- Regionalliga Nord: 2004 (Rot-Weiss Essen)